# Concentration équivalente
 (janvier 2015).
Si vous disposez d'ouvrages ou d'articles de référence ou si vous connaissez des sites web de qualité traitant du thème abordé ici, merci de compléter l'article en donnant les références utiles à sa vérifiabilité et en les liant à la section « Notes et références ».
La concentration équivalente est une unité de mesure chimique. Elle est également appelée normalité.
À présent désuète et éclipsée par la molarité, la normalité peut encore se trouver employée alors que le Système international de mesure est la mole, avec son dérivé pour les concentrations : la mole par litre .
Elle correspond au nombre de mole d'éléments actifs par litre de solution,.

## Définition
La concentration équivalente se définit par le nombre d'équivalents-grammes ou au nombre de moles d'équivalent de soluté contenus dans un litre de solution liquide.
{\displaystyle Cn=N={\frac {n_{\text{éq.g}}}{V}}={\frac {n_{\text{mol.éq}}}{V}}} .
Où n sont des moles et V des litres.

## Applications
Dans le cas d'un monoacide ou d'une monobase {\displaystyle \scriptstyle \ {\text{Eq}}=1} 
{\displaystyle {\text{Molarité}}={\frac {\text{Normalité}}{1}}}
Dans le cas d'un diacide ou d'une dibase :{\displaystyle \scriptstyle \ {\text{Eq}}=2}
{\displaystyle {\text{Molarité}}={\frac {\text{Normalité}}{2}}}

### Exemples
Dans le cas d'une réaction acide-base, c'est le nombre d'ions H+ impliqués dans la réaction qui détermine la normalité.
Dans le cas de l'acide sulfurique concentré à 1 mol/l, il était dit autrefois qu'il était « 2 Normal » car l'équivalent-gramme du H2SO4 est égal à 2. On dit que {\displaystyle \scriptstyle \ N=2M}.

Pour une oxydoréduction : c'est le nombre d'électrons impliqués dans la réaction qui détermine la normalité.
Par exemple, une molécule de permanganate de potassium prend 5 électrons. On dit que {\displaystyle \scriptstyle \ N=5M}.

## Critiques
La normalité est une mesure ambiguë. Par exemple, une solution de MgCl2  est considérée comme 2N en accord avec l'ion Cl−mais elle est considérée comme 1N en accord avec l'ion Mg2+ . Cette unité est donc déconseillée par IUPAC et NIST.